# Betpakdała
Betpakdała (kaz. Бетпақдала; ros. Бетпак-Дала, Bietpak-Dała) – pustynna wyżyna we wschodnim Kazachstanie, ograniczona od wschodu jeziorem Bałchasz, od południa rzeką Czu a od zachodu rzeką Sarysu; od północy graniczy z Pogórzem Kazachskim. 
Zajmuje powierzchnię około 75 tys. km². Obszar leży na wysokości 300–500 m n.p.m. i jest nachylony w kierunku południowo-zachodnim. Dominuje krajobraz równinny. Jedynie w części wschodniej występuje bardziej urozmaicona rzeźba, gdzie teren wznosi się maksymalnie do 974 m n.p.m. Część zachodnia zbudowana jest z mezozoicznych i paleozoicznych luźnych skał okruchowych (piaski, piaskowce, iły i żwiry), natomiast pagórkowata część wschodnia ma złożoną budowę i składa się z dolnopaleozoicznych warstw skał osadowych i metamorficznych oraz granitów.
Klimat jest kontynentalny. Roczna suma opadów wynosi 100–150 mm. Lata są suche i gorące, zimy mroźne, z opadami śniegu. Średnia temperatura stycznia wynosi od -12 do -14 °C, lipca od 24 do 26 °C. Występuje dużo niewielkich, płytkich, zazwyczaj słonych jezior. Dodatkowo występuje znaczna ilość wód gruntowych, które czasami wypływają na powierzchnię. 
Przeważają gleby sołonczakowate i sołońcowate. Prawie cały obszar wyżyny ma charakter półpustynny, na wschodzie występuje pustynia żwirowa. W okresie wiosennym i letnim teren wykorzystywany jako pastwisko.